# میرتیمور یعقوبف
میرتیمور میرعلی‌اکبراغلو یعقوب‌اف (به انگلیسی: Mir Teymur Mir Ələkpər oğlu Yaqubov) (متولد ۶ نوامبر ۱۹۰۴؛ درگذشت ۱۷ فوریه ۱۹۷۰)، هشتمین نخست‌وزیر حزب کمونیست آذربایجان شوروی بود.
به خاطر تخصصش در توپوگرافی زمین، او موقعیت‌های مختلفی درون کومسومولِ آذربایجان شوروی داشت. در ۱۹۳۶، او نخست‌وزیر کمیته مرکزی کوسموسول می‌شود تا تا سال ۱۹۳۸ آن را حفظ می‌کند. در ۱۹۳۸، یعقوب‌اف به عنوان رهبر آذربایجان شوروی انتخاب می‌شود. در ۶ مارس ۱۹۴۱، او برکنار می‌شود و به عنوان مسئول داخلی کمیساریای مردمی آذربایجان شوروی منصوب می‌شود و این سمت را تا ۱ ژوئن ۱۹۴۳ حفظ کرد. در آوریل ۱۹۵۳، یعقوب‌اف موقعیت نخست‌وزیری حزب کمونیست آذربایجان شوروی را گرفت و این مقام را تا تفویض آن به امام مصطفی‌اف، نگه‌داشت.